# Ponte Navi

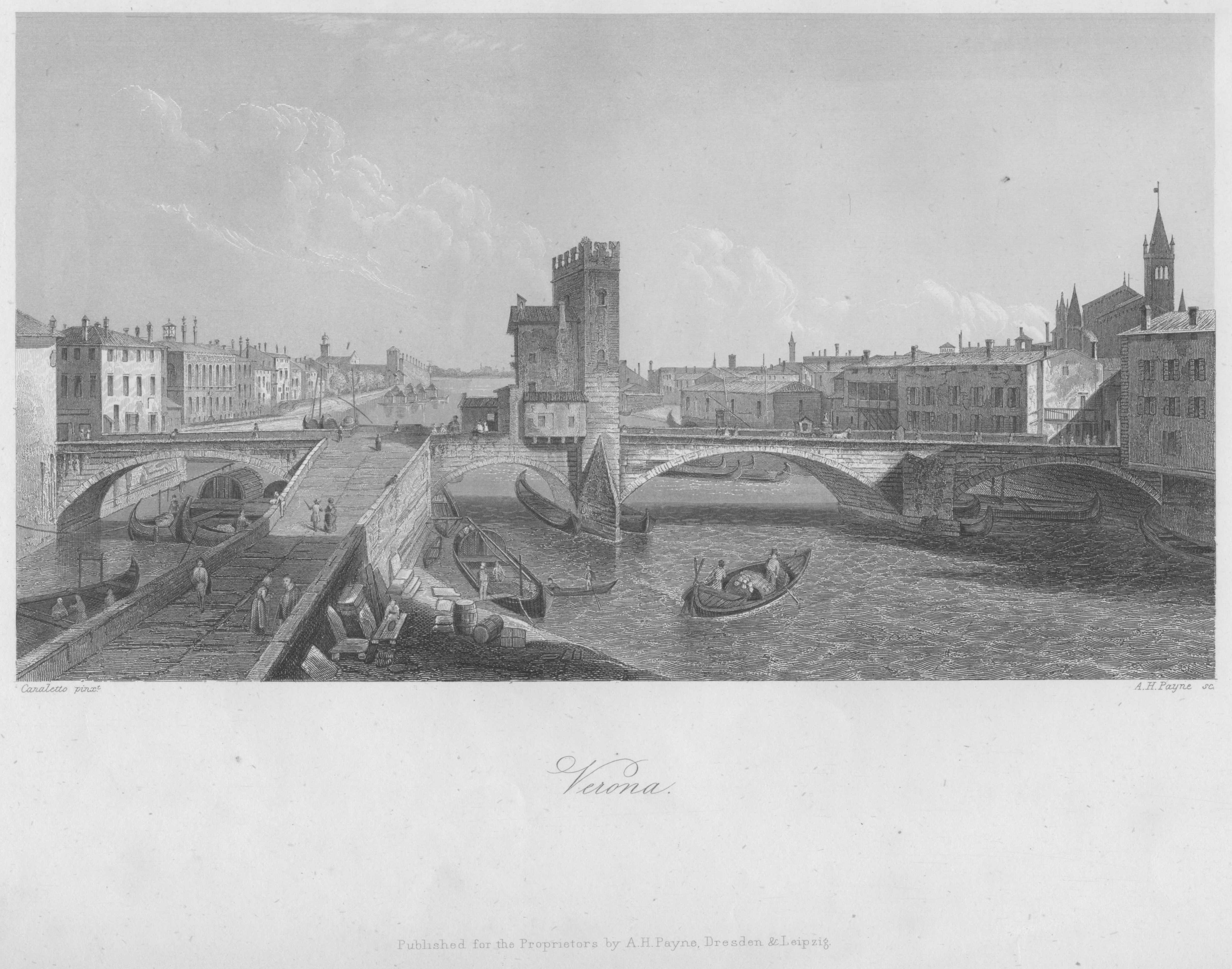
Le ponte Navi dans sa configuration antérieure à 1757, avec la tour centrale. Le dessinateur s'est placé à la pointe de l'île San Tommaso, dont part la rampe d'accès (rampa della Pontara), et regarde vers l'aval. À gauche, l'arche qui enjambe le canal dell'acqua morta, à droite les trois arches qui enjambent l'Adige.

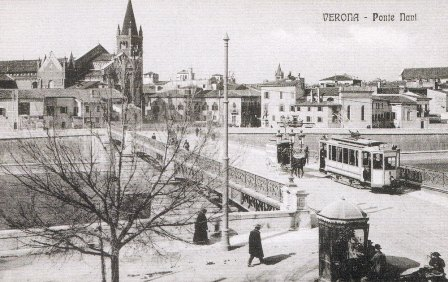
Le pont équipé pour le passage des tramways.

Le ponte Navi (souvent appelé ponte delle Navi) est un des quatorze ponts, jetés sur le cours de l'Adige dans la ville de Vérone en Italie.

## Histoire

### Premiers ouvrages
La tradition indique que le premier pont construit à l'emplacement du ponte Navi a été érigé en 895 à la demande du roi Bérenger Ier de Frioul († 924) pour mettre en communication l'île San Tommaso avec le quartier qui s'étendait alors autour de l'église de San Vitale et avec le quartier San Fermo. Alors situé hors les murs, initialement construit en bois, il est emporté par les crues en 1087, en 1153, et reconstruit à chaque fois.
En 1338 est institué, au niveau du ponte Navi, un pontatico toloneo, c'est-à-dire un péage pour les marchandises.
En 1354, le pont est le théâtre de l'affrontement entre Cangrande II della Scala et son demi-frère Fregnano. Ce dernier, abusant de la confiance de Cangrande, qui lui a confié la garde de la ville pendant son absence, se fait proclamer capitaine. C'est sur le pont que s'affrontent les partisans de Fregnano et les soldats de Cangrande, bientôt rejoints par la foule qui, constatant le retour du seigneur légitime, fait volte-face et abandonne l'imposteur qu'elle avait pourtant soutenu,.

### Le pont de Cansignorio (1373-1761)
Entre 1373 et 1375, Cansignorio della Scala, maître de la cité, le fait rebâtir en pierre. Il se trouve alors dans l'enceinte de la ville, à proximité d'un des lieux d'accostage les plus fréquentés par les navires venant de Bolzano et du littoral, ce qui consacre son nom « delle Navi » (pont des bateaux). L'ouvrage, vraisemblablement confié aux architectes Giovanni da Ferrara e Giacomo da Gozo, et bâti sous la direction de Giovanni Dionisi, aurait coûté à la ville trente mille florins d'or. Il est en partie bâti avec des pierres prélevées dans les ruines de l'époque romaine. Trois de ses arches enjambent l'Adige, et la quatrième le canal dit dell'Acqua Morta (aujourd'hui couvert). On y accède alors de la rive par un portail percé de trois portes (les deux latérales plus petites), surmonté d'une niche dans laquelle se trouve la statue d'un enfant portant un globe (le portail est rasé en 1808). Au milieu du pont se dresse alors une tour, sous laquelle on peut passer par deux portes. Au-dessus de la porte faisant face à San Fermo, une inscription en latin porte la date du début des travaux, sur une plaque de « quatre pieds et demi  de long et large de deux », portant le blason de la famille della Scala. Sur la rive gauche, une rampe (la rampa della Pontara) relie la partie sud de l'île San Tommaso au pont.
Au-dessus de la porte faisant face à San Paolo di Campo Marzo, une inscription (une des premières en italien vernaculaire), gravée en lettres « gothiques », porte la date de l'inauguration, sur une plaque de marbre « haute de presque deux pieds et large de six pieds et demi ». 
« Meraveir te po letor che miri
la gran magnificiencia el nobel quaro
qual mondo non a paro
ne an segnor cum quel che fe mey ziri.
O veronese popol da luy spiri
tenuto en pace la qual ebe raro
Italian nel karo
te saturo la gratia del gran siri
Cansignò fo quel che me fe iniri
mille trexento setàta tri e faro
po zonse el sol un paro
de ani che 'l bon signò me fe finiri »
— Zagata, 1749, p. 136

        
« Meravigliar ti può lettor che miri
la gran magnificenza il nobil quadro
qual mondo non ha pari
ne anche signor come quel che fè i miei giri (archi).
O veronese popol da lui spiri (respiri)
tenuto in pace la qual ebbe raro
(L') Italian. Nel caro (carestia)
te saturò la grazia del gran Siri (Sire)
Cansignorio fu quel che mi fè iniri (iniziare)
(nel) mille trecento settanta tre e fare
poi aggiunse il sol un paro (paio)
di anni che 'I buon signor mi fè finire »
En 1493 une crue de l'Adige fait s'écrouler une des arches, qui est rapidement réparée.
En 1602, la république de Venise profite de la présence historique du péage des marchandises pour installer les bureaux de la douane, sur la rive droite de l'Adige et à proximité du pont. À cette date un commerce actif s'est installé sur la berge, mais également sur le pont où des maisonnettes, des cabanes, des taudis s'appuient contre le pied de la tour.

### Destruction par la crue de 1757
Les 1er et 2 septembre 1757, une inondation catastrophique ravage Vérone et emporte deux arches latérales du ponte Navi, tandis que la tour érigée au milieu du pont résiste. Dans cette tour, ébranlée par la crue, quatre personnes sont en perdition quand un certain Bartolomeo Rubele, surnommé Leone, a le courage d'intervenir. À l'aide d'échelles et de cordes, il parvient à sauver les occupants de la tour. C'est en hommage à son courage désintéressé que le « Lungadige Rubele », qui longe la rive droite du fleuve en aval du pont, porte son nom.
La tour, ruinée, est abattue l'année suivante. En 1761 le pont est restauré sous la direction d'Adriano Chrisofoli. Dans l'intervalle, un solide pont de bois est jeté sur l'Adige face à l'église San Rustico.
D'autres inondations ont lieu en 1767 e 1778. En 1882 le canal dell'Acqua Morta est recouvert et le ponte Navi est endommagé par une nouvelle inondation. En 1892, avec les travaux d'endiguement de l'Adige, la décision est prise de le démolir.

### Époque moderne
Un nouveau pont est érigé en 1893 sur un projet de l'ingénieur Alessandro Peretti. Contrairement au précédent, il ne possède que trois arches et sa largeur est de 5 mètres supérieure (12 mètres contre 7,8 mètres). Le nouveau pont repose sur deux piliers (trois pour le précédent) bâtis en pierre de taille, s'appuyant sur des fondations constituées de 138 troncs de mélèze et protégées par des enrochements. Sur le tablier, des trottoirs de deux mètres de large entourent une chaussée asphaltée, dans laquelle passent les deux jeux de rails du tramway à cheval. Les trois travées de métal sont moulées en arches d'une ouverture de 29 mètres, sur sept poutres continues renforcées par des tirants verticaux et horizontaux. Il peut supporter une charge de 400 kg/m2. Le pont est inauguré le 7 décembre 1895. Une plaque est posée, à proximité, sur le parapet de la digue.

Il ponte cui il vicino approdo diè il nome delle Navi

edificato in pietra da Cansignorio della Scala 1373-1375

rinnovato in parte dalla Repubblica veneta dopo la piena del 1757

memoranda per l'eroismo di Bartolomeo Rubele fu abbattuto

e nella presente forma ricostruito nel 1893

quando Verona con romano ardimento

oppose all'ira dell'Adige sicure difese

mdcccxcvii

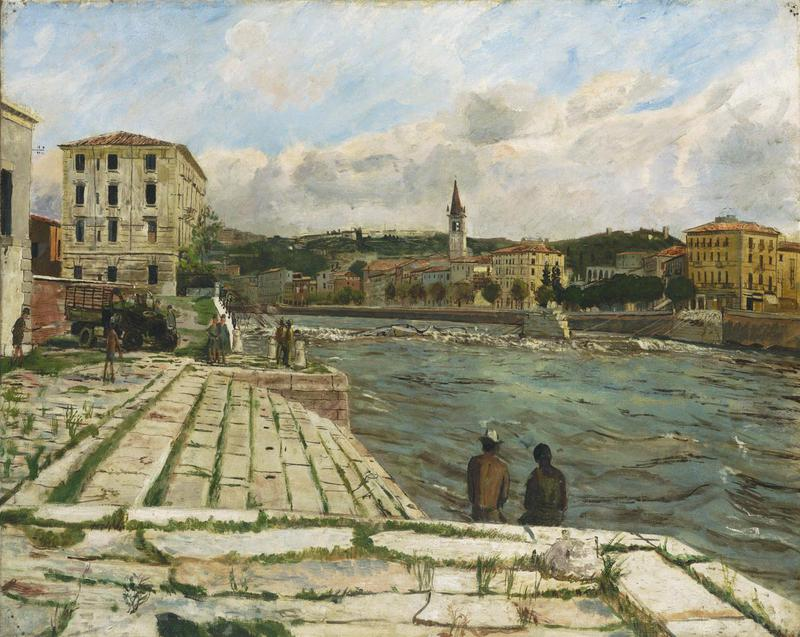
Les ruines du ponte Navi après la fin de la Seconde Guerre mondiale. Un pilier est encore visible au milieu du courant. Vue depuis l'aval.

Dans les années 1930, l'évolution du trafic urbain et la détérioration rapide des ferraillages imposent une rénovation, confiée par la commune de Vérone à Bertelè, une entreprise locale. Le projet de l'architecte turinois Arturo Midana met en évidence les arches, revêtues de plaques de marbre local et couronnées d'un léger parapet de fer. Les rostres des piliers se prolongent jusqu'au niveau du trottoir, où ils s'élargissent pour former balcon. Le nouveau pont est inauguré le 28 octobre 1936.
Une inscription est gravée à droite en arrivant de San Fermo : 

Ricostruito sulle spalle - e pile preesistenti - l'anno 1936,

Il résiste jusqu'au 25 avril 1945, quand il est détruit, comme les autres ponts sur l'Adige, par l'armée allemande en retraite. Il est reconstruit sur la base d'un projet validé en 1946.

## Pont actuel
Le pont actuel est construit en ciment armé, pour mieux résister au fort courant de l'Adige. La structure est recouverte de briques rouges, sauf les piliers, parés de pierre blanche. Appuyé sur trois arches, le pont est long de 90 mètres et large de 12 mètres environ.